# Romeinse inquisitie
De Romeinse Inquisitie, formeel de Opperste Heilige Congregatie van de Romeinse en Universele Inquisitie (Latijn: Congregatio Romanae et Universalis Inquisitionis) was een geheel van rechtbanken ontwikkeld door de Heilige Stoel van de Rooms-Katholieke Kerk, tijdens de tweede helft van de 16e eeuw, verantwoordelijk voor de vervolging van personen beschuldigd van een breed scala van misdaden met betrekking tot religieuze leer of alternatieve religieuze leer of alternatieve religieuze overtuigingen. In de periode na de middeleeuwse inquisitie was het een van de drie verschillende uitwerkingen van de bredere katholieke inquisitie naast de Spaanse Inquisitie en de Portugese Inquisitie.
De Romeinse Inquisitie werd in 1542 opgericht door paus Paulus III. De Congregatio Romanae et Universalis Inquisitionis vormde een onderdeel van de contrareformatie van de Katholieke Kerk tegen de verspreiding van het protestantisme, evenwel met een minder harde aanpak dan de eerder gevestigde Spaanse Inquisitie.
De lokale rechtbanken van de Romeinse Inquisitie bestonden tot 1860, terwijl de Heilige Congregatie voor Rome en de Universele Inquisitie nog steeds bestaat onder de naam van de Congregatie voor de Geloofsleer als een dicasterie binnen de Romeinse Curie.